# Angermund

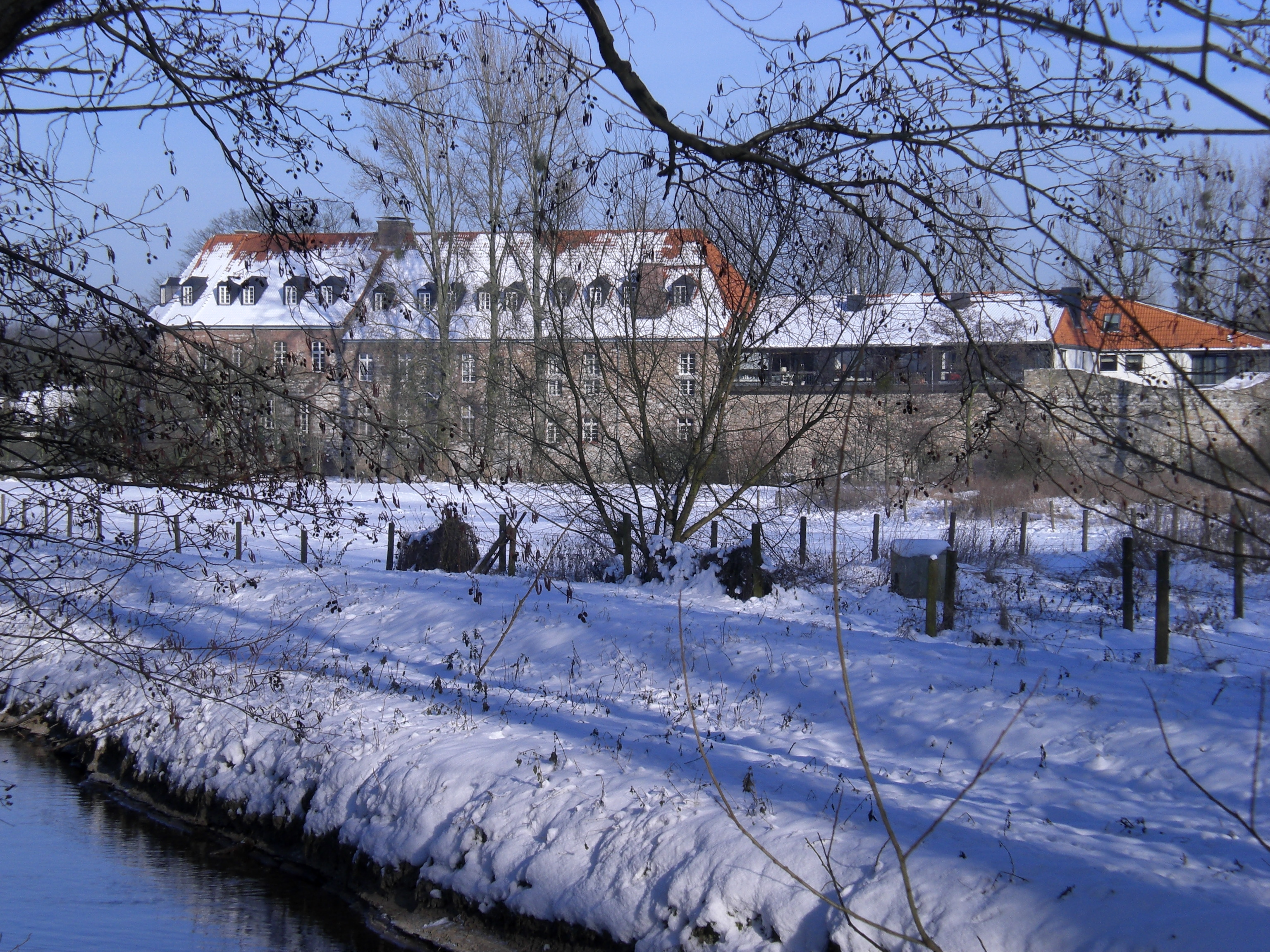
Angermunds slott i januari 2009

Angermund är en stadsdel i norra delen av Düsseldorf, Tyskland. Angermund omnämndes första gången 1188 och var tidigare en egen kommun, men inkorporerades 1 januari 1975 i Düsseldorf i samband med kommunreformerna i Nordrhein-Westfalen.